# Engesland
Engesland är en by i Birkenes kommun i Agder fylke i södra Norge. Byn ligger där fylkesväg 405 möter fylkesväg 3766, på västra sidan av insjön Ljosevatnet.
Tidigare har byn utgjort centralort i dåvarande Vegusdals kommun.